# Урсаїнкі
Урсаїнкі (ісп. Urzainqui, баск. Urzainki) — муніципалітет в Іспанії, у складі автономної спільноти Наварра. Населення — 91 особа (2009).
Муніципалітет розташований на відстані близько 350 км на північний схід від Мадрида, 55 км на схід від Памплони.

## Демографія
Динаміка населення (INE ):